# Мађарска на Светском првенству у атлетици на отвореном 2015.
Мађарска је на Светском првенству у атлетици на отвореном 2015. одржаном у Пекингу од 22. до 30. августа учествовала петнаести пут, односно учествовала је на свим првенствима до данас. Репрезентацију Мађарске представљало је 12 учесника (5 мушкараца и 7 жена) који су се такмичили у 8 дисциплина (3 мушке и 5 женских).,
На овом првенству Мађарска није освојила ниједну медаљу. Оборен је 1 национални и 6 лична рекорда и остварена су 9 најбоља лична резултата сезоне. У табели успешности према броју и пласману такмичара који су учествовали у финалним такмичењима (првих 8 такмичара) Мађарска је са 3 учесника у финалу делила 24. место са 13 бодова.
| Плас. | Земља    | 1. место | 2. место | 3. место | 4. место | 5. место | 6. место | 7. место | 8. место | Бр. финал. | Бод. |
| ----- | -------- | -------- | -------- | -------- | -------- | -------- | -------- | -------- | -------- | ---------- | ---- |
| =24.  | Мађарска | 0        | 0        | 0        | 2        | 0        | 1        | 0        | 0        | 3          | 13   |

## Учесници
| Мушкарци: - Балаж Баји — 110 м препоне - Золтан Кеваго — Бацање диска - Кристијан Парш — Бацање кладива - Акош Худи — Бацање кладива - Бенце Постор — Бацање кладива | Жене: - Викторија Мадарас — Ходање 20 км - Барбара Сабо — Скок увис - Анита Мартон — Бацање кугле - Река Ђурац — Бацање кладива - Ева Орбан — Бацање кладива - Ксенија Крижан — Седмобој - Ђерђи Живоцки-Фаркаш — Седмобој |  |

## Резултати

### Мушкарци
| Атлетичар      | Дисциплина     | Лични рекорд | Квалификације | Квалификације | Полуфинале            | Полуфинале | Финале                | Финале       | Детаљи |
| Атлетичар      | Дисциплина     | Лични рекорд | Резултат      | Место         | Резултат              | Место      | Резултат              | Место        | Детаљи |
| -------------- | -------------- | ------------ | ------------- | ------------- | --------------------- | ---------- | --------------------- | ------------ | ------ |
| Балаж Баји     | 110 м препоне  | 13,29 НР     | 13,45 КВ      | 3. у гр. 3    | 13,51                 | 6. у гр. 3 | Нису се квалификовали | 19 / 37 (42) |        |
| Золтан Кеваго  | Бацање диска   | 69,95        | 61,37         | 11. у гр. А   |                       |            | Нису се квалификовали | 18 / 30 (31) |        |
| Кристијан Парш | Бацање кладива | 82,68        | 75,37 кв      | 5. у гр Б     | 77,32                 | 4 / 30     |                       |              |        |
| Акош Худи      | Бацање кладива | 76,93        | 71,15         | 13. у гр. Б   | Нису се квалификовали | 27 / 30    |                       |              |        |
| Бенце Постор   | Бацање кладива | 75,74        | 71,14         | 15. у гр. А   | Нису се квалификовали | 28 / 30    |                       |              |        |

### Жене
| Атлетичарка       | Дисциплина     | Лични рекорд | Квалификације | Квалификације | Полуфинале            | Полуфинале   | Финале                | Финале       | Детаљи |
| Атлетичарка       | Дисциплина     | Лични рекорд | Резултат      | Место         | Резултат              | Место        | Резултат              | Место        | Детаљи |
| ----------------- | -------------- | ------------ | ------------- | ------------- | --------------------- | ------------ | --------------------- | ------------ | ------ |
| Викторија Мадарас | 20 км ходање   | 1:30:57      |               |               |                       |              | 1:32:01               | 15 / 42 (50) |        |
| Барбара Сабо      | Скок увис      | 1,94         | 1,80          | 15. у гр. Б   |                       |              | Није се квалификовала | 27 / 28 (30) |        |
| Анита Мартон      | Бацање кугле   | 19,23д       | 18,85 КВ      | 2. у гр. А    | 19,48 НР              | 4 / 29 (30)  |                       |              |        |
| Река Ђурац        | Бацање кладива | 70,39        | 68,26         | 9. у гр. Б    | Нису се квалификовале | 19 / 30 (31) |                       |              |        |
| Ева Орбан         | Бацање кладива | 73,44 НР     | 64,57         | 14. у гр. А   | Нису се квалификовале | 28 / 30 (31) |                       |              |        |

#### Седмобој
| Дисциплина    | Ђерђи Живоцки-Фаркаш | Ђерђи Живоцки-Фаркаш | Ђерђи Живоцки-Фаркаш | Ђерђи Живоцки-Фаркаш | Ђерђи Живоцки-Фаркаш | Ђерђи Живоцки-Фаркаш |
| Дисциплина    | Лични рекорд         | Резултат             | Бод.                 | Плас.                | Укупно               | Плас.                |
| ------------- | -------------------- | -------------------- | -------------------- | -------------------- | -------------------- | -------------------- |
| 100 м препоне | 13,97                | 13,85 ЛР             | 1.000                | 23.                  |                      |                      |
| Скок увис     | 1,86                 | 1,86 ЛР              | 1.054                | =3.                  | 2.054                | 11.                  |
| Бацање кугле  | 14,41                | 14,13                | 803                  | 8.                   | 2.857                | 9.                   |
| 200 м         | 25,43                | 25,43 ЛР             | 848                  | 30.                  | 3.705                | 17.                  |
| Скок удаљ     | 6,32                 | 6,29                 | 940                  | 6.                   | 4.645                | 9.                   |
| Бацање копља  | 50,73                | 49,30 ЛРС            | 847                  | 7.                   | 5.492                | 8.                   |
| 800 м         | 2:12,49              | 2:14,71              | 897                  | 12.                  |                      |                      |
| Седмобој      | 6.269                |                      |                      |                      | 6.389 ЛР             | 6 / 28 (36)          |

| Дисциплина    | Ксенија Крижан | Ксенија Крижан | Ксенија Крижан | Ксенија Крижан | Ксенија Крижан | Ксенија Крижан |
| Дисциплина    | Лични рекорд   | Резултат       | Бод.           | Плас.          | Укупно         | Плас.          |
| ------------- | -------------- | -------------- | -------------- | -------------- | -------------- | -------------- |
| 100 м препоне | 13,97          | 13,70          | 1.021          | 18.            |                |                |
| Скок увис     | 1,81           | 1,80 ЛРС       | 978            | 17.            | 1.999          | 22.            |
| Бацање кугле  | 14,29          | 14,12          | 802            | 9.             | 2.801          | 14.            |
| 200 м         | 24,72          | 25,27          | 862            | 26.            | 3.663          | 19.            |
| Скок удаљ     | 6,18           | 6,16 ЛРС       | 899            | 12.            | 4.562          | 16.            |
| Бацање копља  | 50,52          | 49,17          | 844            | 8.             | 5.406          | 12.            |
| 800 м         | 2:13,05        | 2:13,36        | 916            | 8.             |                |                |
| Седмобој      | 6.317          |                |                |                | 6.322 ЛР       | 9 / 28 (36)    |